# Porte d'Avail
La porte d'Avail ou porte d'Aval est un édifice en pierre situé rue Monseigneur-de-Cambon, dans le bourg de Mirepoix, dans l'Ariège, en France.

## Histoire
À la suite de l'incendie de la ville commis par les Routiers en 1362, a été construite une nouvelle enceinte avec de fortes murailles dotées de quatre portes fortifiées. Seule cette porte ouest a traversé les siècles et sa destruction programmée en 1832 fut ajournée.
Les armoiries de la ville, dessinées en 1817 par l'astronome Jean-Joseph Vidal (1747-1819), ont été incrustées au-dessus de l'ouverture.
La tour se trouvant à proximité, aujourd'hui propriété privée, est celle de Charles de Montfaucon, seigneur de Rogles au XVIe siècle. Elle servait de poste de guet.
La porte est classée au titre des monuments historiques par arrêté du 28 avril 1930.

## Description
La fente dans laquelle était placée la herse demeure visible.

## Galerie

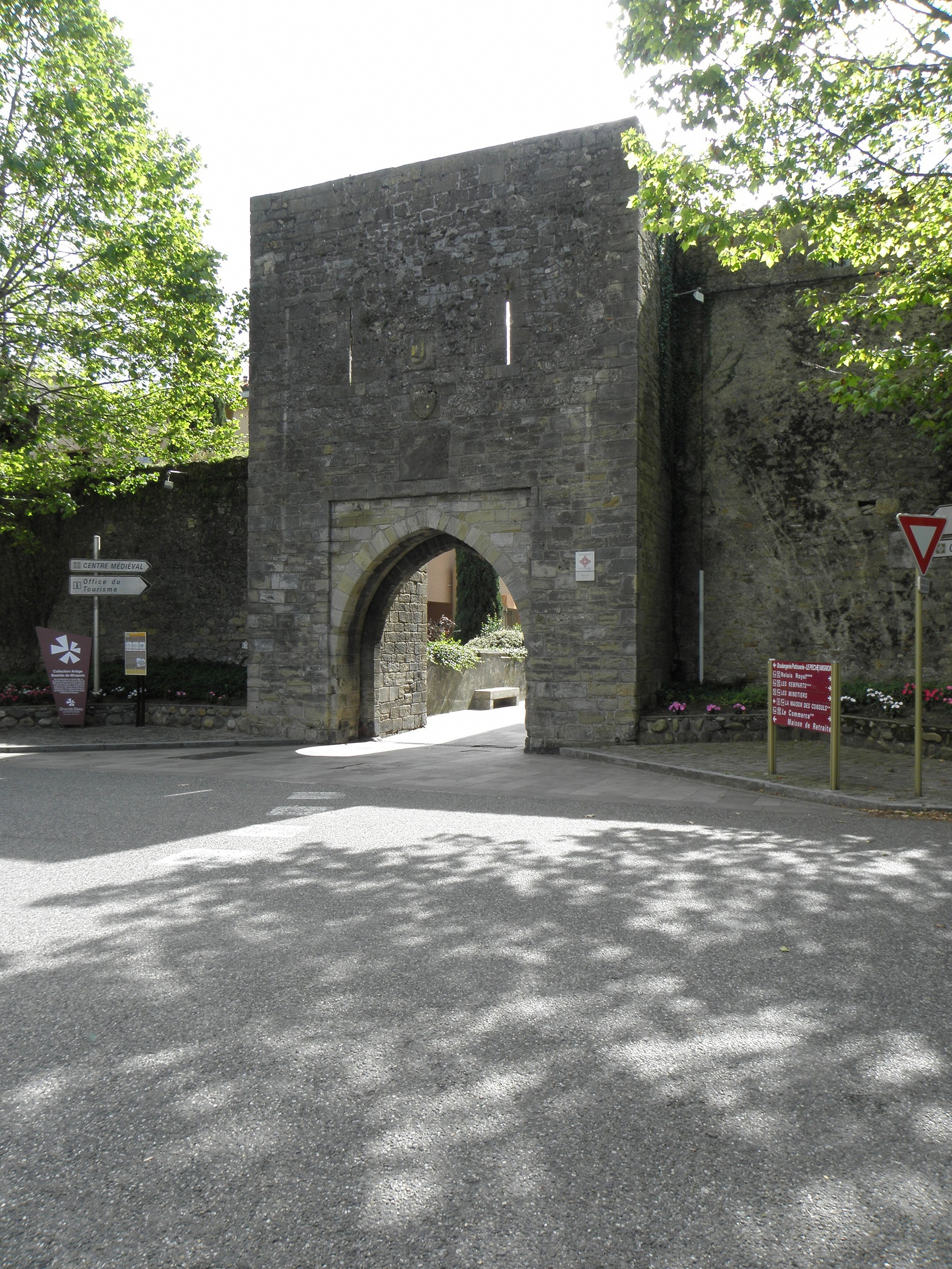
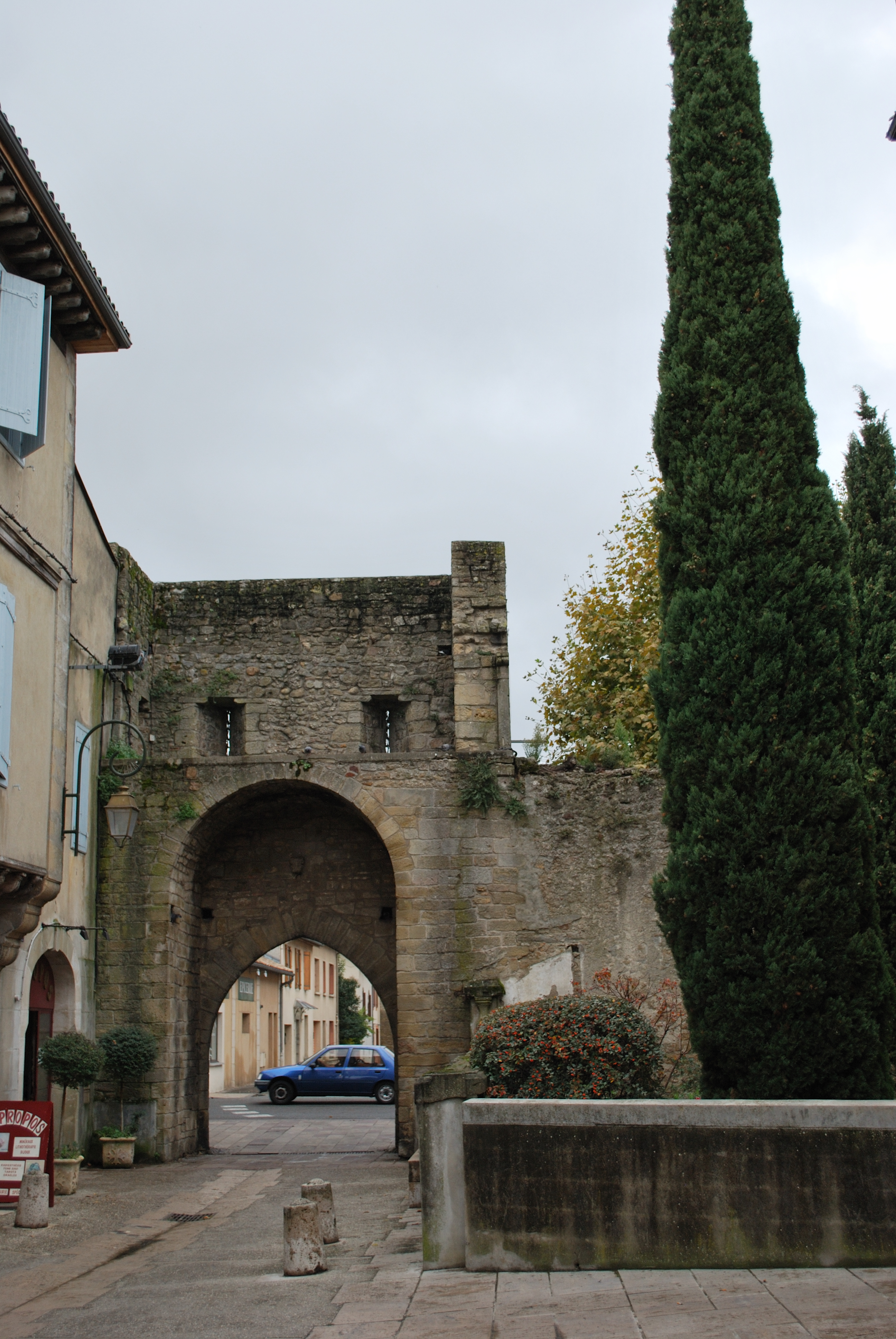